# محمد كشاورز
محمد كشاورز (بالفارسية: محمد کشاورز) هو لاعب كرة الصالات ‏ ولاعب كرة قدم إيراني، ولد في 5 يوليو 1982 في الري في إيران. لعب مع Tasisat Daryaei FSC ‏.

## وصلات خارجية
- محمد كشاورز على موقع الاتحاد الدولي (مؤرشف)  (الإنجليزية)
- محمد كشاورز على موقع FutsalPlanet.com (الإنجليزية)